# 森章
森章（英語：Akira Mori, 1936年7月12日—）是一位日本企业家。

## 生平
1936年出生于日本东京都，1960年毕业于庆应义塾大学经济系，之后进入安田信托银行（现瑞穗信托银行），1972年4月进入父亲创建的森大厦。1987年担任森信托旗下旅游酒店公司社长。1993年1月担任森信托社长。2016年退休辞任，由长女伊达美和子接任社长一职。

## 家庭
父亲是企业家森泰吉郎，大哥森敬是庆应义塾大学教授，二哥森稔亦是企业家。大嫂森洋子是美术史学家。侄女森万里子和女儿伊达美和子是现代艺术家。